# Наращённый усечённый додекаэдр
Наращённый усечённый додека́эдр — один из многогранников Джонсона (J68, по Залгаллеру — М6+М12).
Составлен из 42 граней: 25 правильных треугольников, 5 квадратов, 1 правильного пятиугольника и 11 правильных десятиугольников. Среди десятиугольных граней 6 окружены пятью десятиугольными и пятью треугольными, остальные 5 — четырьмя десятиугольными и шестью треугольными; пятиугольная грань окружена пятью квадратными; каждая квадратная грань окружена пятиугольной и тремя треугольными; среди треугольных 15 граней окружены тремя десятиугольными, 5 граней — двумя десятиугольными и квадратной, остальные 5 — десятиугольной и двумя квадратными.
Имеет 105 рёбер одинаковой длины. 25 рёбер располагаются между двумя десятиугольными гранями, 60 рёбер — между десятиугольной и треугольной, 5 рёбер — между пятиугольной и квадратной, остальные 15 — между квадратной и треугольной.
У наращённого усечённого додекаэдра 65 вершин. В 50 вершинах сходятся две десятиугольных грани и одна треугольная; в 10 вершинах сходятся десятиугольная, квадратная и две треугольных грани; в 5 вершинах сходятся пятиугольная, две квадратных и треугольная грани.
Наращённый усечённый додекаэдр можно получить из двух многогранников — усечённого додекаэдра и пятискатного купола (J5), — приложив их друг к другу десятиугольными гранями.

## Метрические характеристики
Если наращённый усечённый додекаэдр имеет ребро длины {\displaystyle a}, его площадь поверхности и объём выражаются как
{\displaystyle S={\frac {1}{4}}\left(20+25{\sqrt {3}}+\left(110+{\sqrt {5}}\right){\sqrt {5+2{\sqrt {5}}}}\right)a^{2}\approx 102{,}1820922a^{2},}
{\displaystyle V={\frac {1}{12}}\left(505+243{\sqrt {5}}\right)a^{3}\approx 87{,}3637099a^{3}.}